# Italien i olympiska vinterspelen 1936
Italien deltog i olympiska vinterspelen 1936. Italiens trupp bestod av 40 idrottare, 35 var män och 5 var kvinnor.

## Resultat

### Alpin skidåkning
- Kombinerad herrar
  - Cinto Sertorelli - 7
  - Adriano Guarnieri - 17
  - Vittorio Chierroni - 18
  - Rolando Zanni - DNF

- Kombinerad damer
  - Frida Clara - 12
  - Paula Wiesinger - 16
  - Nives Dei Rossi - 24
  - Iseline Crivelli - DNF

### Bob
- Två-manna
  - Edgardo Vaghi och Dario Poggi - 11
  - Tonino, Marquis Brivio Sforza och Carlo Solveni - 12

- Fyra-manna
  - Tonino, Marquis Brivio Sforza, Carlo Solveni, Emilio Dell'Oro, Raffaele Menardi - 10
  - Francesco De Zanna, Ernesto Franceschi, Uberto Gillarduzzi, Amedeo Angeli - DNF

### Backhoppning
- Normal backe herrar
  - Bruno Da Col - 37
  - Mario Bonomo - DNF

### Ishockey
- Herrarnas turnering
  - Augusto Gerosa, Franco Rossi, Gianmario Baroni, Decio Trovati, Camillo Mussi, Giovanni Scotti, Ignazio Dionisi, Mario Zucchini, Mario Maiocchi, Carlo Zucchini - 11

### Konståkning
- Par
  - Anna Cattaneo och Ercole Cattaneo - 9

### Längdskidåkning
- 18 km herrar
  - Vincenzo Demetz - 13
  - Severino Menardi - 16
  - Giulio Gerardi - 19
  - Raffaele Nasi - 52
- 50 km herrar
  - Giovanni Kasebacher - 13
  - Vincenzo Demetz - 16
  - Tobia Senoner - 17
  - Giacomo Scalet - 22
- 4 × 10 km stafett herrar
  - Giulio Gerardi, Severino Menardi, Vincenzo Demetz, Giovanni Kasebacher - 4

### Nordisk kombination
- Individuell herrar
  - Severino Menardi - 20
  - Andrea Vuerich - DNF